# Allkofen (Mintraching)
Allkofen ist ein Ortsteil der Gemeinde Mintraching im Landkreis Regensburg.
Der Ort hat 39 Einwohner (Hauptwohnsitz, Stand: 31. Dezember 2021) und liegt ca. 2,5 km nordöstlich von Mintraching.

## Geschichte
Bis 1978 gehörte Allkofen mit Roith und anderen Orten zur bis dahin selbstständigen Gemeinde Rosenhof. Am 1. Mai 1978 wurde Rosenhof mit Allkofen nach Mintraching eingemeindet.